# Bathygobius burtoni
Bathygobius burtoni là một loài cá thuộc họ Gobiidae. Nó là loài đặc hữu của São Tomé và Príncipe.